# Suriname International 2023
Die Suriname International 2023 im Badminton fanden vom 15. bis zum 19. November 2023 in Paramaribo statt.

## Sieger und Platzierte
| Disziplin    | Gold                                | Silber                            | Bronze                          |
| ------------ | ----------------------------------- | --------------------------------- | ------------------------------- |
| Herreneinzel | Uriel Canjura                       | Giovanni Toti                     | Fabio Caponio                   |
| Herreneinzel | Uriel Canjura                       | Giovanni Toti                     | Howard Shu                      |
| Dameneinzel  | Haramara Gaitan                     | Sabrina Solis                     | Drean Loriane                   |
| Dameneinzel  | Haramara Gaitan                     | Sabrina Solis                     | Gianna Stiglich                 |
| Herrendoppel | Sören Opti Mitchel Wongsodikromo    | Diego Dos Ramos Al-Hassan Somedjo | Rivano Bisphan Danny Chen       |
| Herrendoppel | Sören Opti Mitchel Wongsodikromo    | Diego Dos Ramos Al-Hassan Somedjo | Gilmar Jones Dion Sjauw Mook    |
| Damendoppel  | Haramara Gaitan Sabrina Solis       | Urquhart Amara Chan Yang          | Crystal Leefmans Sion Zeegelaar |
| Damendoppel  | Haramara Gaitan Sabrina Solis       | Urquhart Amara Chan Yang          | Kayleigh Moenne Faith Sariman   |
| Mixed        | Mitchel Wongsodikromo Drean Loriane | Rivano Bisphan Sion Zeegelaar     | Zi Cheng Sunny Li Chantal Huang |
| Mixed        | Mitchel Wongsodikromo Drean Loriane | Rivano Bisphan Sion Zeegelaar     | Jair Naipal Kayleigh Moenne     |